# 上海市第八中学
上海市第八中学，简称市八中学、上海八中，是一所位于中国上海市黄浦区陆家浜路650号的高中。上海市第八中学前身为清心女中。1861年，美国基督教长老会传教士范约翰及其夫人创办清心书院。1918年，更名为清心女中。1953年6月，上海市人民政府接管学校，更名为上海市第八女子中学。1969年，学校同时兼收男生，更名为上海市第八中学。1978年，当时的南市区政府批准学校成为区重点中学。2012年，市八中学开设了只收男生的男生班。2014年，旧址入选上海市文物保护单位。

## 著名校友
- 孙穗芳，孙中山孙女，孙科之女。
- 苏祖斐，儿童医学学者。
- 胡和生，数学学者。
- 史蜀君，电影导演。
- 李果珍，医学影像学家。

## 交通
- 上海轨道交通4号线南浦大桥站 700米
- 上海轨道交通9号线小南门站 600米
- 43、64、89、303、730、782、955、985、大桥一线、南新专线、徐川专线